# ولسوالی کاکر
ولسوالی کاکر (پشتو: کاکړ، کاکړ ولسوالی؛ همچنین خاک افغان، پشتو: خاک افغان، یک ولسوالی در ولایت زابل در جنوب افغانستان است. این ولسوالی در سال ۲۰۱۳ حدود ۲۳۴۰۰ نفر جمعیت داشته‌است.